# جوزف کیفر
جوزف کیفر (انگلیسی: Josef Kiefer؛ زادهٔ ۵ دسامبر ۱۹۴۲) بازیکن فوتبال است.
از باشگاه‌هایی که در آن بازی کرده‌است می‌توان به باشگاه فوتبال بازل اشاره کرد.